# ネフェルウ3世
ネフェルウ3世（Neferu III）は、古代エジプト第12王朝の王妃。アメンエムハト1世とネフェルイタチェネンの娘、センウセレト1世（在位：前1965年頃-前1920年頃）の同母姉妹かつ妻であり、アメンエムハト2世の母親である。彼女は「王の娘」「王の妻」「王の母」という肩書を持っていた。
この時代の王妃は基本的に葬祭関連の文書によってのみ知られている。ネフェルウ3世も大枠として例外ではなく、彼女に関する記録はアメンエムハト1世のピラミッド複合体で発見された石の断片、アメンエムハト2世がセンウセレト1世のために建てた神殿、およびセンウセレト1世のピラミッド複合体に作られたネフェルウ3世のためのピラミッドから得られている（ただし彼女はこのピラミッドに埋葬されなかった可能性がある）。
ネフェルウ3世は古代エジプト文学の傑作である『シヌヘの物語』にもセンウセレト1世の妻として言及されている。この物語の終盤でネフェルウ3世は王女たちと共に流浪の旅からエジプトへと帰還したシヌヘを出迎えている。
...かれ（＝王）に愛されたるもの、従者シヌヘは（次のように）語った。私は主君につき従う従者であり、世襲の王女にしてケネムスウトにおけるセンウセレト王の寵愛厚き妃、カーネフェルウにおけるアメンエムハト王の娘、尊きネフェルウのハレムに仕えるものであった...—『シヌヘの物語』冒頭
...そこへ、王の子たちが案内されてはいってきた。ついで王（引用注：センウセレト1世）は王妃（引用注：ネフェルウ3世）にむかって（こう）申された。「ここにシヌヘがいる。アジア人として、アジア人の格好をしてやってきたのだ」と。王妃は大声で叫び、王の子供たち（も）皆いっせいに叫び声をあげた。そして陛下へ向かって言った。「おお、国王よ。わが主君よ。本当はかれではありません」と。陛下は申されました。「本当にかれなのだ」と。...—『シヌヘの物語』終盤